# Plano (Texas)
Plano es una ciudad ubicada en el condado de Collin en el estado estadounidense de Texas. En el censo de 2010 tenía una población de 259 841 habitantes y una densidad poblacional de 1394,51 personas por km².
De acuerdo con los datos del censo del año 2000, contaba con una población de 222 030 habitantes, lo que la ubica en la novena posición de ciudades tejanas por población. De acuerdo a las estimaciones del censo del año 2008, la población habría aumentado a unos 267 480 habitantes, lo que la convertiría en la septuagésima ciudad más poblada de los Estados Unidos. Plano forma parte del área metropolitana de Dallas-Fort Worth, a la que se refiere coloquialmente como Metroplex. Esta ciudad es sede principal de muchas empresas.
En el 2005, Plano fue elegida como la mejor ciudad donde vivir en el Este de los Estados Unidos por la revista CNN Money. En el año 2006, fue elegida como la decimoprimera mejor ciudad donde vivir en los Estados Unidos por la revista CNN Money. Las escuelas de Plano están valoradas entre las mejores del país de acuerdo a diferentes clasificaciones. Ha sido calificada como la ciudad más acaudalada de los Estados Unidos por CNN Money con una tasa de pobreza de menos del 6,4 %. En el año 2008, la revista Forbes afirmó que los tres «mejores suburbios de Dallas para vivir» eran Plano, University Park y Highland Park. La Oficina del Censo de los Estados Unidos declaró a Plano la ciudad más acaudalada del 2008 comparando el ingreso medio de un hogar en todas las ciudades estadounidenses de más de 250 000 habitantes.

## Geografía
Plano se encuentra ubicada en las coordenadas 33°3′3″N 96°44′53″O / 33.05083, -96.74806. Según la Oficina del Censo de los Estados Unidos, Plano tiene una superficie total de 186.33 km², de la cual 185,39 km² corresponden a tierra firme y (0,5 %) 0,94 km² es agua.

## Clima
- En promedio, el mes más cálido es julio.
- La temperatura más alta registrada fue de 47.77 °C en 1936.
- En promedio, el mes más frío es enero.
- La temperatura más baja registrada fue de –21 °C en 1930.
- El mayor promedio de precipiaciones se da en mayo.

## Historia
A principios de la década de 1840, varios colonos llegaron el área de los alrededores de Plano. Instalaciones tales como un aserradero, un molino de granos, y una tienda trajeron más gente al área. Se estableció el servicio de correo, y luego de rechazar varios nombres para el pueblo en ciernes (incluyendo nombrarlo en honor al entonces presidente Millard Fillmore), los lugareños sugirieron el nombre de «Plano», por el vocablo español, haciendo referencia al terreno del lugar. El nombre fue aceptado por la oficina de correos.
En 1872, la culminación del ferrocarril de Houston y Texas ayudó al crecimiento de la ciudad, y la población creció a más de 500 habitantes para el año 1874. En 1873, la ciudad fue incorporada oficialmente.
En 1881, un incendio atravesó el distrito corporativo central, destruyendo la mayoría de los edificios: 51 en total. El pueblo fue reconstruido, y los negocios otra vez florecieron durante la década de 1880. En 1895, se formó el PISD (Plano Independent School District: Distrito Escolar Independiente de Plano).
A diferencia de muchos de los otros suburbios de Dallas, que eran más cercanos a la Dallas misma, la población de Plano creció lentamente en un principio, llegando a los 1304 habitantes en 1900 y aumentando a 3695 en 1960. Para 1970, Plano comenzó a sentir algo de la bonanza que sus vecinos experimentaron luego de la Segunda Guerra Mundial. Una serie de proyectos de trabajos públicos y un cambio en el sistema tributario que removía a la comunidad granjera del pueblo ayudaron a aumentar la población de Plano. En 1970, la población alcanzó las 17 872 personas, y para 1980, la población explotó a 72 000. Cloacas, escuelas y el desarrollo de las calles se mantuvo a la par del masivo incremento, ampliamente debido a la topografía plana del lugar, el diseño de cuadrícula y las iniciativas de urbanismo.
Durante la década de 1980, muchas grandes corporaciones movieron sus casas centrales a Plano, incluyendo JCPenney y Frito-Lay, lo que ayudó al crecimiento de la ciudad, ya que más gente se mudaba cerca de su lugar de trabajo. Para 1990, la población alcanzó los 128 713 habitantes y eclipsó al centro administrativo del condado de McKinney. En 1994, la ciudad fue reconocida con el premio All-America City.
Para el año 2000, la población casi se duplicó nuevamente a 222 030, haciéndola uno de los más grandes suburbios de Dallas. Actualmente, la población de la ciudad se está estabilizando. Plano esta completamente rodeado por otros municipios y no puede expandirse en área. Quedan muy pocas tierras sin desarrollar dentro de los límites de la ciudad. Para el año 2005, la población estaba estimada en 250 096 habitantes.

## Demografía
Según el censo de 2010, había 259841 personas residiendo en Plano. La densidad de población era de 1394,51 hab./km². De los 259 841 habitantes, Plano estaba compuesto por
el 66,91 % de blancos,
el 16,86 % de asiáticos,
el 7,58 % de negros,
el 5,11 % de de otras razas,
el 3,04 % de dos o más razas,
el 0,44 % de amerindios, y
el 0,06 % de isleños del Pacífico.
Del total de la población el 14,69 % eran hispanos o latinos de cualquier raza.
Según una estimación de 2007, la renta mediana para una casa en la ciudad fue de 84 492 dólares, y la renta mediana para una familia era de $101 616. Alrededor del 3 % de las familias y el 4,3 % de la población vivían bajo la línea de pobreza, incluyendo 4,6 % de menores de 18 años y el 7,8 % de 65 años o más, ganando menos de 59 873 dólares.
Plano fue el lugar con el ingreso más alto con una población de 130 000 o más en el año 2000.
Plano fue categorizada la ciudad más afluente con una población de más de 250 000 en los Estados Unidos con la tasa de pobreza más baja, de 6,3 %. Su vecina, Frisco, fue categorizada la ciudad más rica con una población de menos de 250 000 en los Estados Unidos con una tasa de pobreza del 2,7 %. En el año 2007, Plano tenía el más alto ingreso promedio de una ciudad con una población de más de 250 000 en la nación con 84 942 dólares.
Según las estadísticas del crimen, en el 2006 en Plano hubo 4 homicidios, la tasa más baja de homicidios de todas las ciudades de los Estados Unidos de 250 000 o más habitantes.

## Transporte
Plano es uno de los 12 del área de Dallas que optó ingresar al sistema de transporte público DART (transporte rápido del área de Dallas). Durante la mayoría de su membresía con DART, Plano fue interconectada parcialmente por líneas de autobuses; pero en actualmente, la Línea roja del proyecto ferroviario DART ha abierto estaciones en el centro de Plano y en Parker Road, lo que ha permitido el acceso a las personas que viajan diariamente a su trabajo desde otras partes del área de Dallas. Aproximadamente el 1 % de la población de la ciudad utiliza el DART.
Plano fue la primera ciudad del Condado de Collin en adoptar un plan maestro para su sistema vial. El uso de carreteras anchas, muti-carril y divididas para todos los caminos más importantes, permite límites de velocidad más altos en las mismas, generalmente 40 o 45 mph, pero a menudo hasta 89 km/h) en la sección del norte de la calle Preston.
Plano está conectada directamente por varias carreteras y autopistas importantes. El centro de Plano está bordeado al este por la Autopista Nacional 75, al oeste por la autopista de peaje Dallas North, al sur por la autopista Presidente George Bush y al norte por la SH 121. La calle Preston o Autopista estatal 289 es una importante carretera que atraviesa la ciudad.

## Economía

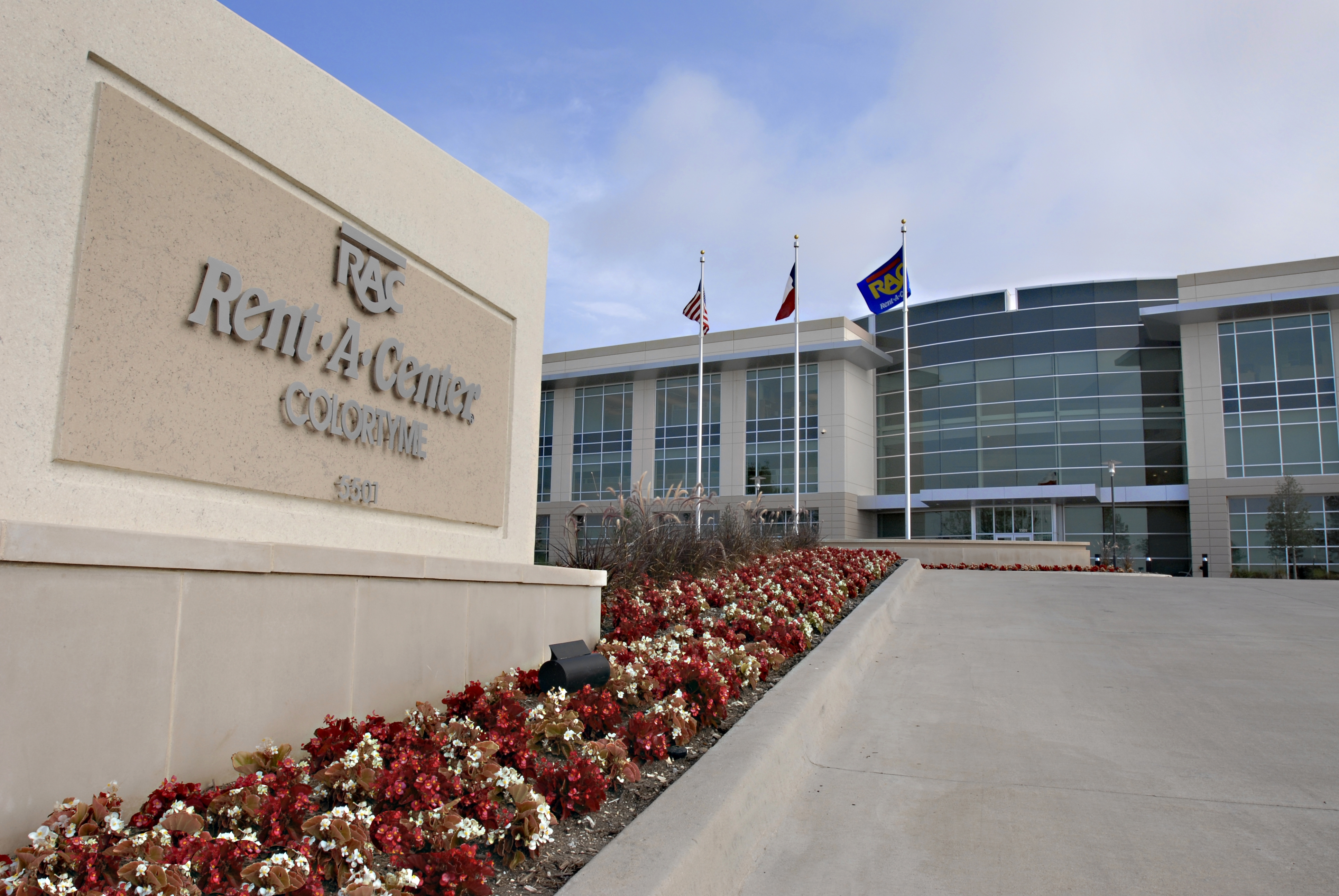
Sede de Rent-A-Center

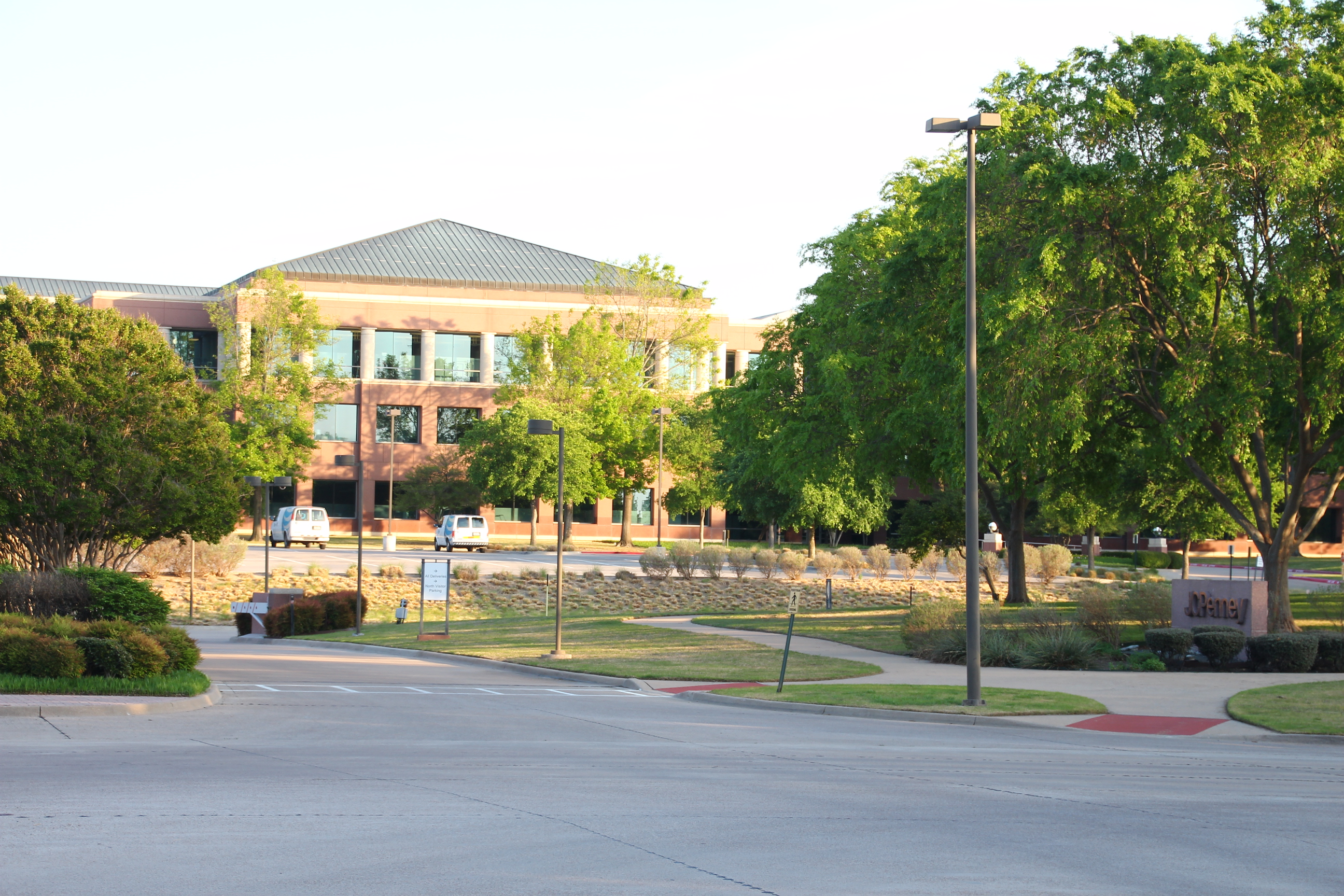
Sede de J.C. Penny en Plano

Plano es la sede corporativa de algunas de las más grandes y reconocidas empresas del país. Tree-lined Legacy Drive en el código postal 75024, entre Preston Road y el Dallas North Tollway, está lleno de campus corporativos.
Las siguientes empresas tienen sede en Plano:
- Acision
- Adams Golf
- Atlantic-Crossing
- Capital One Auto Finance
- Cinemark Theatres
- Crossmark
- DealTaker
- Dr Pepper Snapple Group (anteriormente Cadbury Schweppes Americas Beverages).
- Electronic Data Systems
- Ericsson
- Frito-Lay
- Pizza Hut
- Gearbox Software
- Highland Homes
- JCPenney
- Metromedia Restaurant Group (Bennigan's, Steak & Ale).
- Microtune
- MotionZoneHD
- Perot Systems
- PetroTel Inc.
- PFSweb
- Prodea Systems
- Rent-A-Center
- Rug Doctor
- Safety-Kleen
- Smith System
- Traxxas R/C
- UGS

Cerca de un 80 % de los visitantes a Plano son viajeros de negocios, debido a su proximidad con la ciudad de Dallas y a las múltiples sedes centrales de sociedades anónimas. La ciudad también posee un centro de convenciones que es propiedad de la ciudad y es operado por la misma. Plano tiene un festival anual de globos aerostáticos.
Plano ha hecho un esfuerzo coordinado para atraer los negocios de venta al por menor hacia la zona céntrica y a Shops at Legacy con la intención de incrementar los retornos del impuesto a las ventas. El área de Shops at Legacy tiene apartamentos, tiendas y restaurantes construidos con la nueva filosofía de urbanismo. Un supercentro de lujo experimental Wal-Mart está ubicado en Park Boulevard con Dallas North Tollway.

## Educación
En Plano hay 70 escuelas públicas, 16 escuelas privadas, 2 campus del Distrito de la Universidad Comunitaria del Condado de Collin y 6 bibliotecas.
El Distrito Escolar Independiente de Plano sirve a la mayoría de Plano. El enrolamiento de estudiantes ha incrementado dramáticamente en las últimas décadas. Plano tiene un sistema de educación secundaria único, en el que los grados 9 y 10 pertenecen a la secundaria y los grados 11 y 12 pertenecen a la secundaria superior. Hay 3 secundarias superiores en Plano: Plano East, Plano Senior y Plano West.
Pequeñas partes de Plano son atendidas por el Distrito Escolar Independiente de Lewisville, el Distrito Escolar Independiente de Frisco, y el Distrito Escolar Independiente de Allen.
Plano es sede de dos campos del Collin College (anteriormente el Collin County Community College District, Distrito de la Universidad Comunitaria del Condado Collin), uno en el Courtyard Center en el Boulevard Preston Park y el más grande Spring Creek Campus en Spring Creek Parkway en Júpiter.
En el 2006, el Distrito Escolar Independiente de Plano anunció que 115 alumnos superiores habían sido elegidos como semifinalistas del Programa Nacional de Becas al Mérito, la mayor cantidad en la historia del distrito.
Plano ha dado 1100 millones de dólares de los ingresos del impuesto a la propiedad a otros distritos escolares a través de la ley Robin Hood de Texas, que requiere que los distritos escolates que están designados como afluentes den un porcentaje de sus ingresos del impuesto a la propiedad a otros distritos fuera del condado. En el 2008, PISD entregó 86 millones de dólares. La polémica estalló cuando los salarios de los maestros de los distritos menos afluentes, como Garland ISD, exedieron los salarios de los maestros en los distritos que tenían que pagar bajo la ley Robin Hood.
SMU en Legacy, una sede de la Universidad Metodista del Sur, es una universidad para graduados que atiende las necesidades de 3000 trabajadores profesionales. Sus programas académicos incluyen negocios, ingeniería y computación, educación y educación continua. También incluye el Guildhall en SMU, que ofrece un programa masters en desarrollo de videojuegos.

### Atención de los medios por suicidio y uso de heroína entre los estudiantes de Plano
Los estudiantes de Plano alcanzaron notoriedad a partir de un grupo de nueve suicidios en 1983 que incrementaron la conciencia nacional sobre la depresión adolescente en los suburbios. La mayoría de los suicidios fueron cometidos por intoxicación por monóxido de carbono, pero algunos fueron resultado de heridas de bala. Los estudiantes de Plano nuevamente estuvieron en las noticias a fin de la década de 1990 debido a un problema de heroína en toda la ciudad. El aumento del uso de heroína fue el foco de cobertura de varias agencias de noticias importantes tales como Dateline de NBC y Wasted de MTV. El uso de heroína en Plano finalmente llevó a más de una docena de muertes por sobredosis de adolescentes y adultos jóvenes. Se denunciaron muchas sobredosis no fatales. Como resultado, el Departamento de Policía de Plano lanzó una investigación encubierta conocida como Operación Rockfest. La investigación llevó a 84 casos por drogas contra 33 adultos y 4 jóvenes, incluyendo 14 estudiantes inscritos en escuelas de Plano.
En julio de 2003 se suicidó Taylor Hooton, un estudiante atleta de la Secundaria Superior de Plano Oeste. Su familia creía que su suicidio estaba conectado con la depresión causada por el uso de esteroides para mejoramiento del rendimiento. Así como los casos de suicidios y uso de heroína de los años ochenta y noventa, este incidente dirigió la atención nacional hacia los estudiantes atletas y el uso de esteroides. John Russo fue portada de la revista Newsweek del 20 de diciembre de 2004, llevando una camiseta de la Secundaria Superior de Plano Oeste en un artículo sobre el uso de esteroides en las escuelas secundarias. El 10 de marzo de 2005, Don Hooton (padre de Taylor) testificó ante un subcomité del Congreso sobre el uso de esteroides en las escuelas secundarias. Este evento fue ampliamente cubierto, ya que también testificaron varios prominentes jugadores de béisbol, incluyendo José Canseco y Mark McGwire.

## Residentes destacados
La siguiente es una lista de residentes pasados y presentes de Plano, que han alcanzado la fama fuera de la comunidad:
- Spencer Adams, beisbolista.
- Troy Aikman (1966-), jugador de fútbol americano.
- Lance Armstrong (1971-), ciclista profesional.
- Spencer Boldman (1992-), actor.
- Fred Couples (1959-), golfista profesional.
- Chace Crawford (1985-), actor.
- Tom Cruise (1962-), actor.
- Michael Irvin (1966-), jugador de fútbol americano.
- Nicole Kidman (1967-), actriz.
- Kevin McHale (1988-), cantante y actor.
- Stephen Rippy (1975-), compositor.
- Deon Sanders, jugador de fútbol americano.
- Zig Ziglar (1926-2012), expositor motivacional, autor y filántropo.
- Tim Henson (1993-), guitarrista

## Ciudades hermanas
- Hsinchu, Taiwan (2003)
- San Pedro Garza García, México[8]